# 松下展千
松下 展千（まつした のぶゆき、1968年9月22日 - ）は、ブックオフコーポレーション株式会社代表取締役社長、HITOWAホールディングス株式会社取締役副社長などを歴任。現在はソーシャルインクルー株式会社代表取締役社長。

## 人物
福島県郡山市生まれ。福島県立安積高等学校を経て、1991年3月、成蹊大学経済学部経営学科卒業。同年4月、日本興業銀行（現・みずほ銀行）入行。
約12年間銀行に勤務し、当時取引先だったブックオフから誘われ、2003年1月にブックオフコーポレーションへ入社。2011年9月から同社代表取締役社長に就任。

## 学歴
- 1987年3月 - 福島県立安積高等学校卒業
- 1991年3月 - 成蹊大学経済学部経営学科卒業

## 職歴
- 1991年4月 - 日本興業銀行（現・みずほ銀行）入行
- 2003年1月 - ブックオフコーポレーション株式会社入社
- 2005年7月 - 同社 執行役員
- 2007年6月 - 同社 専務取締役
- 2011年6月 - 同社 代表取締役専務
- 2011年9月 - 同社 代表取締役社長[3]
- 2017年4月 - 同社 取締役
- 2017年10月 - 株式会社BAKE 取締役
- 2018年7月 - 同社 代表取締役会長
- 2019年3月 - HITOWAホールディングス株式会社 取締役常務執行役員
- 2019年10月 - 同社 取締役副社長
- 2024年2月 - ソーシャルインクルー株式会社 代表取締役社長